# Elester-PKP

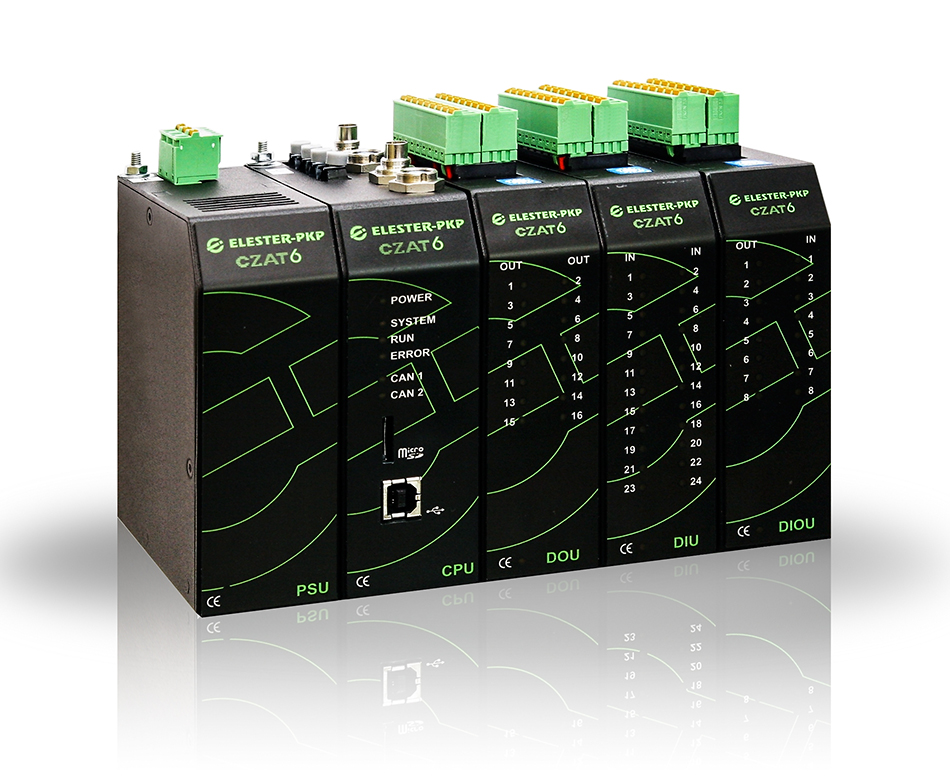
Sterownik CZAT6

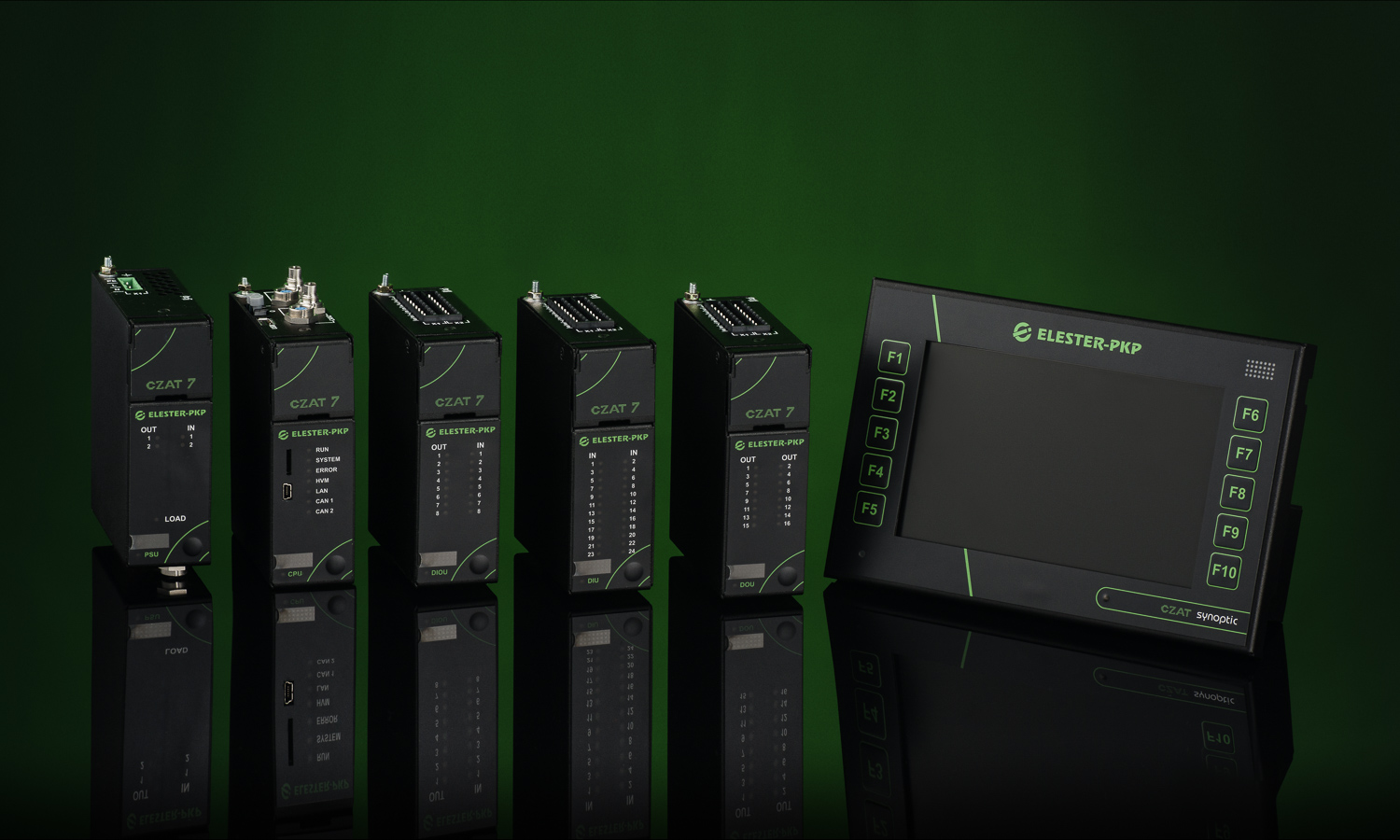
Sterownik programowalny CZAT7 zgodny z normą IEC 61850 realizujący funkcje automatyki polowej i zabezpieczeniowej w systemach zasilania sieci trakcyjnej prądem stałym

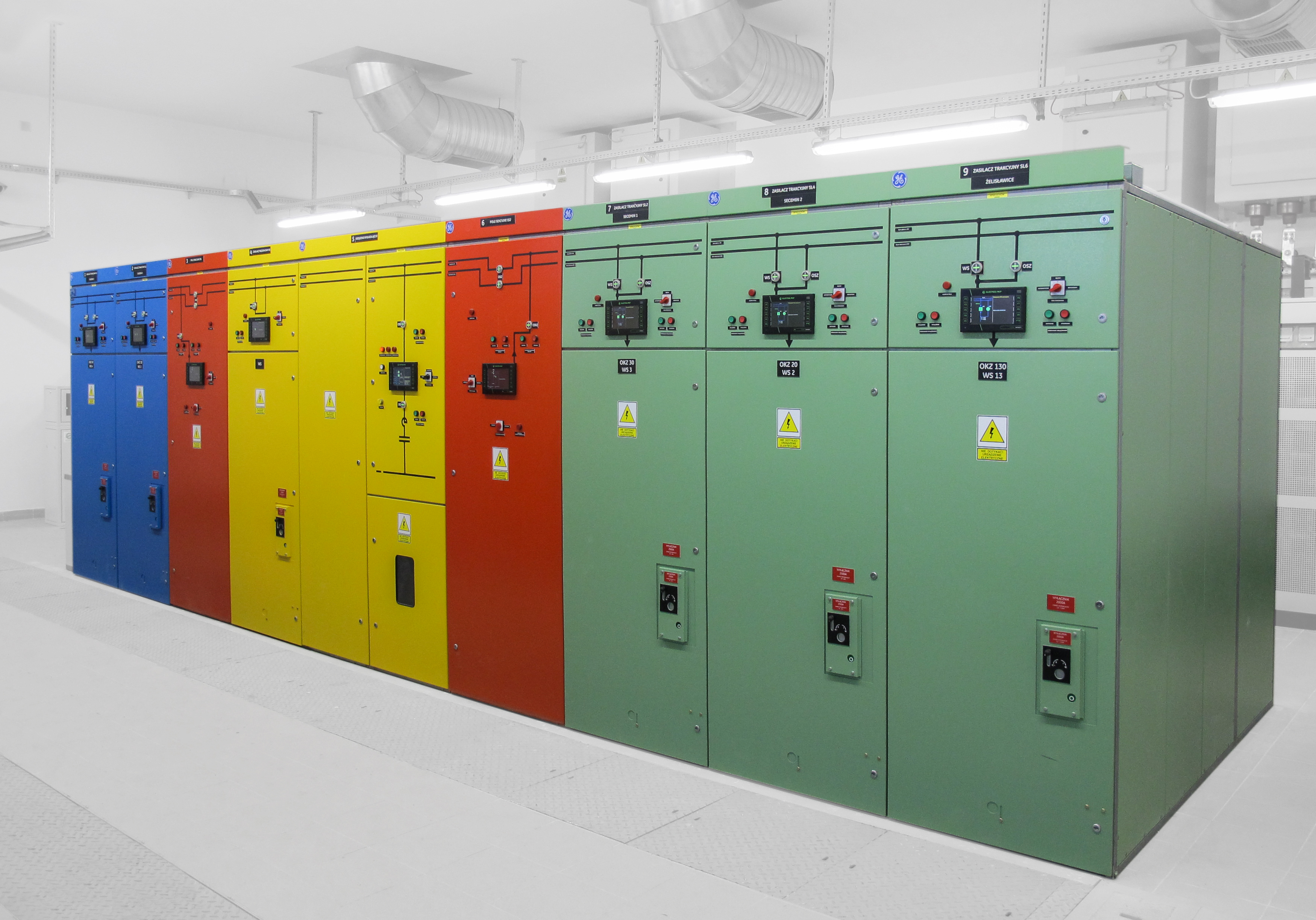
Rozdzielnica prądu stałego 3kV DC wyposażona w automatykę CZAT

Elester-PKP – przedsiębiorstwo powstałe w roku 1992 w wyniku porozumienia zawartego pomiędzy Zakładem Aparatury Elektrycznej Elester w Łodzi a Dyrekcją Generalną Polskich Kolei Państwowych (PKP) w Warszawie. Celem stworzenia spółki była potrzeba opracowania nowoczesnych rodzimych urządzeń przeznaczonych dla branży kolejowej. W roku 1993 spółka zaczęła produkcję systemu zdalnego sterowania elektroenergetyką trakcyjną BUSZ-16 (opracowanego przez zakłady EMA-Elester i CNTK Centrum Naukowo-Techniczne Kolejnictwa), a w roku 1994 stworzony został pierwszy własny system zdalnego sterowania BUSZ-32. Tego roku zaprojektowany został również pierwszy polski mikroprocesorowy sterownik CZAT, realizujący funkcje zabezpieczeniowe rozdzielnic prądu stałego.
Obecnie spółka Elester-PKP specjalizuje się w tworzeniu systemów sterowania ruchem kolejowym (SRK). Jest również polskim liderem w budowie systemów zdalnego sterowania energetyką kolejową i tramwajową oraz produkcji automatyki podstacji trakcyjnych.
Do roku 2018 udziały spółki w 50% należały do PKP Energetyka S.A. oraz w 50% do koncernu General Electric (GE), reprezentowanego przez polski podmiot GE Power Controls S.A. Na skutek ostatnich zmian właścicielskich, grupa PKP Energetyka stała się właścicielem 90% wszystkich udziałów spółki Elester-PKP.

## Działalność
Przez lata spółka wyspecjalizowała się w tworzeniu rozwiązań dla sektora transportu szynowego, stając się polskim liderem w:
- systemach sterowania ruchem kolejowym (SRK),
- budowie systemów zdalnego sterowania i nadzoru dyspozytorskiego energetyki kolejowej i tramwajowej,
- tworzeniu automatyki sterowniczej i zabezpieczeniowej rozdzielnic prądu stałego (sterowniki mikroprocesorowe CZAT),
- projektowaniu podstacji trakcyjnych.

Spółka specjalizuje się również w:
- systemach elektrycznego ogrzewania rozjazdów (EOR),
- produkcji elektronicznych liczników energii prądu stałego,
- produkcji elektronicznego zabezpieczenia ziemnozwarciowego (EZZ).

## Ważne wydarzenia i nagrody
- 1994 – stworzenie pierwszego własnego systemu zdalnego sterowania energetyką kolejową BUSZ-32.
- 1994 – zaprojektowanie sterownika CZAT660 będącego pierwszym, polskim mikroprocesorowym zabezpieczeniem tramwajowych rozdzielnic prądu stałego.
- 1998 – wraz z firmą PAiT Gdynia opracowanie i uruchomienie systemu zdalnego sterowania ruchem kolejowym BUSZ-SRK.
- 1999 – zaprojektowanie i przeprowadzenie modernizacji pierwszej w kraju podstacji trakcyjnej z jednostopniową transformacją 110/3kV PT Huta Zawadzka na Centralnej Magistrali Kolejowej CMK (Linia kolejowa nr 4)[4].
- 2000 – jako jedna z pierwszych polskich firm sektora kolejowego uzyskała certyfikat zarządzania jakością EN ISO 9001:2000.
- 2002 – opracowanie i pierwsze wdrożenie własnego systemu elektrycznego ogrzewania rozjazdów (EOR) typu ZNOR.
- 2002 – otrzymanie na Targach Pomorskich wyróżnienia Grand Prix za „Kompleksowy System Obsługi Urządzeń Energetycznych CZAT 3000”.
- 2003 – otrzymanie wyróżnienia w Konkursie Międzynarodowych Targów Gdańskich TRAKO 2003 za „System Ochrony Ziemnozwarciowej i Przeciwporażeniowej w otoczeniu trakcji elektrycznej 3kV prądu stałego”.
- 2006 – skonstruowanie pierwszego polskiego elektronicznego licznika energii prądu stałego LE 3000plus, którego część pomiarowa zasilana jest z napięcia mierzonego.
- 2008 – otrzymanie Złotego Medalu Międzynarodowych Targów Poznańskich za „Zintegrowany, elektroniczny system CZAT obsługi obiektów energetycznych i zasilania trakcji elektrycznej”.
- 2008 – otrzymanie Medalu Prezesa SEP przyznawanego przez Stowarzyszenie Elektryków Polskich za „Kompleksowy System CZAT obsługi kolejowych urządzeń energetycznych”.[5][6]
- 2011 – zaprojektowanie i zrealizowanie na linii kolejowej E 30 pierwszego w kraju rozwiązania pozwalającego na zasilenie urządzeń niskonapięciowych bezpośrednio z kolejowej sieci trakcyjnej 3 kV DC.
- 2011 – otrzymanie Złotego Medalu Międzynarodowych Targów Poznańskich za „Licznik Energii Prądu Stałego LE3000plus”[7]
- 2011 – otrzymanie Medalu Prezesa SEP przyznawanego przez Stowarzyszenie Elektryków Polskich za „Licznik Energii Prądu Stałego LE3000plus”.
- 2012 – stworzenie najnowszej szóstej generacji automatyki zabezpieczeniowej CZAT6.
- 2012 – otrzymanie medalu im. prof. Romana Podoskiego przyznawanego przez Stowarzyszenie Elektryków Polskich za całokształt prac związanych z rozwojem usług i urządzeń dedykowanych dla trakcji elektrycznej.
- 2014 – zaprojektowanie i wykonanie pierwszego w Polsce rozwiązania pozwalającego na zasilenie odłączników sieci trakcyjnej z wykorzystaniem energii słonecznej i wiatrowej.
- 2015 – stworzenie inteligentnego licznika energii prądu stałego i-LE 3000.
- 2015 – opracowanie komputerowego systemu sterowania ruchem kolejowym typu ISKRA[8]
- 2016 – zaprojektowanie i uruchomienie pierwszego Połączenia Poprzecznego sieci zasilającej 3kV DC na CMK – KPP Bukowiec (Kabina Połączenia Poprzecznego)[9].
- 2016 – w XI edycji „Rankingu Innowacyjnych Firm” roku 2016, opracowanym przez dziennik Rzeczpospolita, spółka Elester-PKP została sklasyfikowana na 28. miejscu[10].
- 2017 – otrzymanie Złotego Medalu Międzynarodowych Targów Poznańskich za „Sterownik programowalny CZAT7”
- 2017 – otrzymanie Nagrody Głównej SITK RP im. prof. Czesława Jaworskiego w kategorii INFRASTRUKTURA – innowacyjny wyrób podczas 12 edycji Międzynarodowych Targów Kolejowych TRAKO za „Sterownik programowalny CZAT7”[11].
- 2017 – otrzymanie wyróżnienia w konkursie im. inż. Józefa Nowkuńskiego w kategorii INNOWACJE W DZIEDZINIE INFRASTRUKTURA podczas 12 edycji Międzynarodowych Targów Kolejowych TRAKO za Komputerowy System Sterowania Ruchem Kolejowym ISKRA[11].
- 2017 – otrzymanie medalu im. inż. Kazimierza Szpotańskiego przyznany przez Stowarzyszenie Elektryków Polskich w uznaniu zasług na rzecz transportu kolejowego i tramwajowego.
- 2018 – finalista konkursu Nagrody Gospodarczej Wojewody Łódzkiego w kategorii: „Innowacyjność”[12].
- 2019 – nagroda główna Izby Gospodarczej Komunikacji Miejskiej im. prof. Jana Podoskiego w kategorii Infrastruktura zasileniowa i elektroenergetyczna podczas 13 edycji Międzynarodowych Targów Kolejowych TRAKO za Sterownik CZAT7 – System Automatyki Podstacji Trakcyjnej[13].
- 2019 – wyróżnienie w konkursie głównym targów TRAKO im. inż. Józefa Nowkuńskiego w kategorii INNOWACJE W DZIEDZINIE INFRASTRUKTURA podczas 13 edycji Międzynarodowych Targów Kolejowych TRAKO za Sterownik CZAT7.[13]
- 2019 – Medal Prezesa SEP przyznawanego przez Stowarzyszenie Elektryków Polskich na 13 Międzynarodowych Targach Kolejowych TRAKO za System Sygnalizacji Przejazdowej PERUN[13].
- 2019 – nagroda główna Stowarzyszenia Inżynierów i Techników Komunikacji RP im. prof. Czesława Jaworskiego w kategorii INFRASTRUKTURA – innowacyjny wyrób podczas 13 edycji Międzynarodowych Targów Kolejowych TRAKO za automatykę kompensacji mocy biernej ARD-CZAT.[13]
- 2021 – Medal Prezesa SEP przyznawanego przez Stowarzyszenie Elektryków Polskich na 14 Międzynarodowych Targach Kolejowych TRAKO za system zasilania gwarantowanego urządzeń i systemów sterowania ruchem kolejowym ZEUS[14]
- 2021 – wyróżnienie w konkursie Stowarzyszenia Inżynierów i Techników Komunikacji RP im. prof. Czesława Jaworskiego podczas 14 edycji Międzynarodowych Targów Kolejowych TRAKO za Elektroniczne Zabezpieczenie Ziemnozwarciowe EZZv2[14]
- 2021 – nagroda główna Izby Gospodarczej Komunikacji Miejskiej im. prof. Jana Podoskiego w kategorii najlepszych wyrobów i innowacyjnych rozwiązań technicznych i nowoczesnych technologii przeznaczonych dla trakcji elektrycznej w komunikacji miejskiej przyznana podczas 14 edycji Międzynarodowych Targów Kolejowych TRAKO za  Elektroniczne Zabezpieczenie Ziemnozwarciowe EZZv2[14]
- 2021 – nagroda główna 14. edycji  Międzynarodowych Targów Kolejowych TRAKO im. inż. Józefa Nowkuńskiego w kategorii „Przedsięwzięcia techniczno–organizacyjne oraz systemy informatyczne i telematyczne w infrastrukturze” za System Sygnalizacji Przejazdowej PERUN[14].

## Sterowniki CZAT
Sterowniki CZAT to jedne z pierwszych mikroprocesorowych urządzeń stosowanych w krajowej energetyce kolejowej i tramwajowej. Ich podstawowym zadaniem jest realizacja funkcji zabezpieczeniowych w rozdzielniach prądu stałego Podstacji Trakcyjnych. Dodatkowo automatyka CZAT pozwala na sterowanie poszczególnymi urządzeniami podstacji oraz włączeniem całego obiektu elektroenergetycznego do nadrzędnych systemów zdalnego sterowania.
Pierwsze sterowniki CZAT660 zamontowane zostały w tramwajowych stacjach prostownikowych w roku 1994. Szybko urządzenie zostało dostosowane do systemu zasilania dwustronnego i wprowadzone na rynek kolejowy.
Sterowniki CZAT pozostają obecnie najczęściej stosowaną automatyką zabezpieczeniową rozdzielni prądu stałego w Polsce.
Generacje sterowników CZAT
- CZAT660 – pierwszy polski mikroprocesorowy sterownik realizujący funkcję zabezpieczeniową rozdzielnic prądu stałego w tramwajowych stacjach prostownikowych. Produkowany w latach 1994–1997.
- CZAT 3000 – skonstruowany w 1997 roku sterownik dedykowany zarówno na rynek kolejowy, jak i tramwajowy.
- CZAT 3000plus – opracowany w 2001 r. sterownik, stał się podstawą do budowy całościowego systemu automatyki trakcyjnej. Dzięki swojej uniwersalności znalazł zastosowanie w wielu systemach automatyki kolejowej.
- CZAT Compact – wąska seria sterowników produkowany od roku 2007.
- CZAT Smart – opracowany w 2010 sterownik automatyki rozproszonej.
- CZAT6 – sterownik opracowany w 2012, pozostający ciągle w produkcji.
- CZAT7 – pierwsze polskie urządzenie posiadające certyfikowaną zgodność z normą IEC 61850 realizującą funkcje automatyki polowej i zabezpieczeniowej w systemach zasilania sieci trakcyjnej prądem stałym. Sterownik nagrodzony został Złotym Medalem Międzynarodowych Targów Poznańskich w 2017 roku oraz Nagrodą Główną SITK RP im. prof. Czesława Jaworskiego podczas Międzynarodowych Targów Kolejowych TRAKO w 2017 roku[11].

## ISKRA – komputerowy systemsterowania ruchem kolejowym
System ISKRA stanowi całkowicie polską myśl inżynieryjną. Został zaprojektowany i wykonany przez Elester-PKP na potrzeby i przy współpracy z polskim zarządcą infrastruktury kolejowej, spółką PKP Polskie Linie Kolejowe. W roku 2015, komputerowy system ISKRA uzyskał bezterminowe świadectwo dopuszczenia do eksplantacji i może być stosowany na każdym rodzaju posterunku ruchu i stacji kolejowej w Polsce z wyłączeniem jedynie stacji znajdujących się na liniach magistralnych. Warto zaznaczyć, iż ISKRA została rozbudowana o realizację jazd na sygnał zastępczy utwierdzony co stanowi funkcjonalność, która nie była implementowana wcześniej w systemach SRK w Polsce. W roku 2017 ISKRA otrzymał wyróżnienie w konkursie im. inż. Józefa Nowkuńskiego w kategorii INNOWACJE W DZIEDZINIE INFRASTRUKTURA podczas Międzynarodowych Targów Kolejowych TRAKO 2017.

## Oddziały i grupy serwisowe spółki
Siedziba spółki – Łódź
- Oddział Południe – Opole
- Oddział Poznań – Poznań
- Oddział Warszawa – Warszawa
- Oddział Wschód – Lublin

Grupy serwisowe zlokalizowane są w: Idzikowicach, Kielcach, Lublinie, Łodzi, Opolu, Ostrowie Wielkopolskim, Poznaniu, Radomiu, Warszawie, Wrocławiu, Ostrowie WLKP.